# جووانی دو بندیتیس
جووانی دو بندیتیس (انگلیسی: Giovanni De Benedictis؛ زادهٔ ۸ ژانویهٔ ۱۹۶۸) ورزشکار دو و میدانی اهل ایتالیا است.
وی در مسابقات کشوری و بین‌المللی در مجموع برندهٔ ۱ مدال طلا، ۲ مدال نقره، ۱ مدال برنز شده‌است.